# The Messenger (sitio web)
The Messenger fue un sitio web de noticias estadounidense fundado por Jimmy Finkelstein, expropietario de la organización de noticias The Hill, con sede en Washington D. C.. La publicación se lanzó el 15 de mayo de 2023 y contrató a muchos periodistas y editores de varias otras organizaciones de noticias establecidas. El 31 de enero de 2024, Finkelstein informó a los empleados que The Messenger cerraría con efecto inmediato, citando problemas de financiación. The New York Times caracterizó a The Messenger como «uno de los mayores fracasos en los anales de las noticias en línea».

## Historia
The Messenger fue fundado por Finkelstein, después de vender The Hill a Nexstar Media Group en 2021. Finkelstein comenzó a recaudar fondos para The Messenger, que fundó en West Palm Beach, Florida. El sitio web obtuvo una inversión de 50 millones de dólares de los empresarios estadounidenses Mark Penn, Victor Ganzi, Josh Harris, James Tisch y Thomas Peterffy y adquirió los activos de Grid News antes de su lanzamiento el 15 de mayo de 2023. Richard Beckman, expresidente de The Hill y Condé Nast, desempeñó el mismo papel en The Messenger.
El 2 de enero de 2024, The New York Times informó que The Messenger despediría a dos docenas de empleados debido a dificultades financieras. Beckman anunció que dejaría la empresa por problemas de salud. Semafor informó al día siguiente que el directorio de la empresa estaba considerando cerrarla después de enterarse de que la empresa se quedaría sin dinero a finales de mes. La empresa dijo que había comenzado a conseguir más inversiones. CNBC informó que el sitio redujo sus recortes de personal y planeó lanzar una vertical llamada Messenger TV, incluso con sus problemas de liquidez y flujo de efectivo, y estimó un aumento en los ingresos para el año.
El 31 de enero, Axios y The New York Times informaron que el intento de financiación había fracasado y que la organización cerraría. El día después de su cierre, The Messenger fue demandado colectivamente por sus antiguos empleados, a quienes no se les había ofrecido indemnización.

## Contenido
El enfoque del sitio web para la publicación de contenido de noticias fue publicar grandes cantidades de contenido, habiendo contratado rápidamente a un gran número de periodistas con salarios superiores al mercado y adquiriendo Grid News para facilitar una amplia cobertura de las noticias. Según antiguos empleados, el sitio web a menudo funcionaba de manera similar a una granja de contenido, en la que los reporteros agregaban historias de otras fuentes de noticias y redes sociales.
En junio de 2023, The Messenger publicó una historia  sobre una familia de Nevada que supuestamente estaba siendo visitada por extraterrestres. A medida que el sitio web se desarrolló, comenzó a producir contenido más original, incluidas historias sobre el Departamento de Policía de Nueva York realizando un control en una recaudación de fondos para el alcalde Eric Adams, y sobre Taylor Swift y Travis Kelce «paseando juntos tranquilamente» en julio.
En septiembre, The Messenger publicó una historia basada en una publicación de Libs of TikTok, una cuenta de Twitter de extrema derecha.

## Postura editorial
En diciembre de 2023, Semafor informó que Finkelstein había ordenado que se retirara de la página de inicio la cobertura del juicio por fraude civil de Donald Trump en noviembre, lo que provocó una reacción negativa por parte de algunos editores. En un correo electrónico a un grupo de editores, Finkelstein dijo que sus instrucciones para la ubicación de las historias sobre Trump habían sido mal interpretadas y que se necesitaba más equilibrio en la página de inicio.
The Messenger publicó artículos de opinión proisraelíes sobre la guerra entre Israel y Gaza, incluido un artículo de Harlan K. Ullman que sostiene que Israel «no tiene otra alternativa que lanzar una ofensiva total contra Gaza». Una reseña de The Washington Post encontró que no había publicado artículos en apoyo de un alto el fuego ni escritos por escritores palestinos.

## Dotación de personal
En el momento del lanzamiento de The Messenger, el personal editorial y administrativo incluía personal directivo de varias otras organizaciones de noticias. Dan Wakeford, ex-jefe de redacción de People, ocupó el mismo cargo en The Messenger, mientras que el exeditor de política de Politico, Marty Kady, se desempeñó como editor de política del sitio web. La sección de deportes estuvo dirigida por el ex-director editorial de The Athletic Dan Kauffman, mientras que el ex editor en jefe de Gizmodo, David M. Ewalt, se desempeñó como editor de tecnología y ciencia del sitio web. La vertical de salud de The Messenger fue editada por Amy Eisinger, exeditora en jefe de Self, y la vertical de entretenimiento del sitio web fue dirigida por la exeditora en jefe de Entertainment Weekly, Mary Margaret.
The Messenger empleaba a unos 150 periodistas en el momento de su lanzamiento, y el sitio web afirmaba que emplearía alrededor de 550 al final de su primer año de funcionamiento. El sitio contrató a unas 300 personas durante sus ocho meses de funcionamiento.

## Modelo de negocio
El modelo de negocio del sitio dependía principalmente de los ingresos de los anunciantes, ya que el sitio web era de acceso gratuito y no tenía muros de pago, aunque el sitio pretendía generar ingresos mediante la venta de boletines informativos y eventos patrocinados accesibles solo por suscripción.
La estrategia de crecimiento de la compañía se consideró agresiva, y sus objetivos declarados eran ampliar su plantilla de empleados a 750 (incluidos 550 empleados de redacción) y lograr rentabilidad ganando 100 millones de dólares en ingresos anuales para 2024, buscando alcanzar 100 millones de isitantess nicos mensuales.en ese momento. The Messenger tuvo más de 100 000 visitantes únicos diarios cuatro días después de su lanzamiento.
El modelo de ingresos del sitio generó solo $ 3 millones cerca de fines de 2023, ya que la compañía perdió efectivo mientras contemplaba una ambiciosa expansión a productos como Messenger TV. En el momento del cierre del sitio, The New York Times caracterizó a The Messenger como «uno de los mayores fracasos en los anales de las noticias en línea».